# Rapael Tjimisjkjan
Rapael Tjimisjkjan (georgiska: რაფაელ ჩიმიშკიანი, ryska: Рафаэль Чимишкян: Rafael Tjimisjkjan, armeniska: Ռաֆայել Չմշկյան: Rafajel Tjmisjkjani), född 23 mars 1929 i Tbilisi, Georgiska SSR, Sovjetunionen, 
död 25 september 2022, var en georgisk tyngdlyftare. 
Tjimisjkjan tävlade för Sovjetunionen och blev olympisk guldmedaljör i 60-kilosklassen i tyngdlyftning vid sommarspelen 1952 i Helsingfors.